# Guerra di protezione nazionale
La guerra di protezione nazionale (cinese tradizionale: 護國戰爭; cinese semplificato: 护国战争), conosciuta anche come rivolta antimonarchica, fu una guerra civile che avvenne in Cina fra il 1915 e il 1916.

## Storia

### Antefatto
Nel 1913, Yuan Shikai aveva fatto assassinare il candidato primo ministro del Kuomintang, (il partito nazionalista cinese) Song Jiaoren, e Sun Yat-sen aveva chiamato i nazionalisti a lanciare contro Yuan una "Seconda Rivoluzione". Le insurrezioni che si verificarono furono però tutte stroncate e il Kuomintang subì un'amara sconfitta, perdendo il potere che ancora gli rimaneva.
Dall'agosto del 1915, alte autorità della Repubblica cominciarono a sostenere che Yuan Shikai dovesse riappropriarsi del titolo imperiale. Il 12 dicembre, questi si autoproclamò imperatore con il nome di Hongxian.

### Svolgimento
La restaurazione della monarchia non piacque a gran parte dei signori della guerra e dei pro-nazionalisti, in quanto tutti questi vedevano in Yuan Shikai il pericolo di un potere nuovamente accentrato in una sola persona. La scintilla del conflitto armato scoppiò il 25 dicembre, quando Cai E e altri ufficiali, riuniti a Kunming, proclamarono l'indipendenza della provincia dello Yunnan e organizzarono l'Esercito di Protezione Nazionale. Poco dopo, a Cai E si unirono anche il Guizhou e il Guangxi, rispettivamente nel febbraio e nel marzo 1916.
Sapendo che da questo conflitto sarebbe dipeso il suo potere, Yuan Shikai inviò una forza di 80 000 uomini a riconquistare lo Yunnan, ma essi furono sconfitti nello Sichuan. Questa vittoria portò Guangdong, Shandong, Hunan, Shanxi, Jiangxi e Jiangsu a rinfoltire le schiere di Cai E proclamando la propria indipendenza.
La situazione era critica e l'Impero si trovava ormai allo sbando. Anche a Pechino sorsero delle serie opposizioni contro Yuan Shikai, il quale fu infine costretto ad annullare la cerimonia di incoronazione il 1º marzo e a lasciare ufficialmente il trono il 22 marzo. La guerra di protezione nazionale fu dichiarata un successo totale e le province tornarono a riunirsi alla Repubblica di Cina.

## Conseguenze
La guerra di protezione nazionale creò molti problemi al governo Beiyang, in quanto esso non fu più in grado di mantenere il controllo sulle province meridionali, che ben presto sfuggirono alla sua stretta. Per di più, il crescente contrasto all'interno dello stesso governo fra le varie cricche rivali portò al definitivo collasso della sua supremazia.
L'indebolimento del governo portò Sun Yat-sen a costituire un governo militare a Canton nel 1917, che avrebbe poi lanciato la guerra di protezione costituzionale.